# Johannes Semler jun.
Johannes Semler (* 28. April 1923 in Hamburg; † 9. Oktober 2018 in Kronberg) war ein deutscher Jurist und Unternehmer. Er war als Wirtschaftsprüfer und für fast 60 Jahre als Rechtsanwalt tätig. Als Mitglied des Vorstands mehrerer Unternehmen war er für Finanzierung und Rechnungslegung zuständig. Er war Mitglied zahlreicher Aufsichtsräte und Beiräte großer und mittelgroßer Unternehmen, vor allem in Familienunternehmen. Nach Wahrnehmung eines Lehrauftrags wurde ihm die Lehrbefugnis für Handels- und Gesellschaftsrecht erteilt. Er war jahrelang als Honorarprofessor an der Wirtschaftsuniversität Wien tätig.

## Leben
Semler wurde als Sohn von Emma Helene Semler geb. Hütz (1902 bis 1992) und des Referendars Johannes Ferdinand Semler (1898 bis 1973) in Hamburg geboren. Sein Vater war Rechtsanwalt (1924 bis 1932) und Wirtschaftsprüfer (bis zu seinem Tode). Er war als Politiker der CSU vor allem durch seine Erlanger „Hühnerfutter-Rede“ bekannt, die er im Februar 1947 als damaliger Direktor für Wirtschaft des Vereinigten Wirtschaftsgebietes gehalten hatte.
Semler begann seine Schulzeit 1929 in Hamburg und setzte sie in Berlin, Innsbruck, Freiburg im Breisgau und Wien fort. Ende April 1941 beendete er seine Schulausbildung mit der Matura am Staatsgymnasium Wien I (ehemals Schottengymnasium). In der achten Schulklasse wurde Semler zum Reichsarbeitsdienst eingezogen, den er vier Monate in Zuckmantel im Ostsudetenland ableistete. In der Zeit vom 2. Mai 1941 bis zum 9. Mai 1945 leistete er Kriegsdienst in der Wehrmacht. Vom 10. Mai 1945 bis zum 28. April 1948 war er Kriegsgefangener in Jugoslawien. Er setzte ein in der Gefangenschaft begonnenes Studium an der Universität Hamburg fort und bestand im November 1949 das erste, im Juni 1953 das zweite juristische Staatsexamen. Er wurde zum Anwaltsassessor und im Dezember 1953 als Rechtsanwalt zugelassen.
Aus beruflichen Gründen verlegte Semler seinen Wohnsitz 1958 nach Schönberg bei Kronberg (Ts) und 1963 nach Oberursel. Ab 1987 lebte er wieder in Kronberg-Schönberg. Semler war verheiratet und hatte drei Kinder.

## Kriegsjahre
Bei den Gebirgsjägern in Admont im Gesäuse (Obersteiermark) war Semler Rekrut. Nach sechs Wochen Kursuszeit in Marburg/Drau wurde er Ausbilder in Admont. Im Mai 1942 wurde er zu einer Einheit versetzt, die in Vorbereitung des Kaukasusfeldzuges Kaukasier, die sich zum Wehrdienst in der Wehrmacht gemeldet hatten, zu Gebirgsjägern der deutschen Wehrmacht ausbildete. Mit dieser Einheit war Semler im Fronteinsatz im Kaukasus, auf der Krim und im Balkan. Kurz vor Ende des Rückzugs aus dem Balkan kapitulierte die Wehrmacht und Semler geriet in jugoslawische Gefangenschaft. Zunächst war er zwei und ein Viertel Jahre im Offiziersgefangenenlager in Vršac nördlich Belgrad. Nach freiwilliger Meldung arbeitete er als Kriegsgefangener neun Monate im Kupferbergwerk Bor (Tagebau).
Ende April 1948 wurde er nach Hamburg entlassen.

## Studium und Ausbildung
Schon in der Gefangenschaft konnte Semler an einer "Stacheldrahtuniversität" des Kriegsgefangenenlagers Vrsac mit dem Jura-Studium beginnen. Auf die Pflichtstudienzeit wurden drei Semester und einige Pflichtarbeiten angerechnet.
Nach Rückkehr aus der Gefangenschaft setzte er sein Studium an der Universität Hamburg fort. Er beendete es mit dem ersten juristischen Staatsexamen.
Nach der vorgeschriebenen Vorbereitungszeit bestand Semler im Jahr 1953 das Assessor-Examen und 1955 das Wirtschaftsprüferexamen. Von 1958 bis 1963 war er Mitglied des Hauptfachausschusses des Instituts der Wirtschaftsprüfer, von 1968 bis 1994 Mitglied bzw. Vorsitzender der Arbeitsgemeinschaft für das wirtschaftliche Prüfungswesen.
1979 nahm er das Studium noch einmal auf; an der Universität Bochum bereitete er sich auf seine Prüfung zum Dr. jur. vor. Ende 1979 legte er seine Dissertation mit dem Titel Die Überwachungsaufgabe des Aufsichtsrats vor. Er wurde mit magna cum laude promoviert.

## Berufstätigkeit
Schon während seines Studiums und während seiner Referendarzeit arbeitete Johannes Semler als Praktikant bei der Deutsche Warentreuhand AG. Ab 1953 war er als Revisor und Mitarbeiter der Rechtsabteilung in dieser Gesellschaft tätig. 1957 wurde er zum Leiter der Niederlassung Frankfurt dieser Gesellschaft berufen. Im Austausch arbeitete er drei Monate in New York bei der US-amerikanischen Prüfungsgesellschaft Peat, Marwick, Mitchell & Co. Im Dezember 1959 wurde Semler zum stellvertretenden Mitglied, 1961 zum ordentlichen Mitglied des Vorstands der Deutsche Warentreuhand AG berufen.
Zum 1. April 1963 wurde Semler zum Generalbevollmächtigten der Allgemeine Elektricitäts-Gesellschaft (AEG) ernannt. Er übernahm die Leitung des Finanzresorts; 1964 wurde er stellvertretendes, 1966 ordentliches Mitglied des Vorstands dieser Gesellschaft. Nach elf Jahren und intensiven Auseinandersetzungen über die Situation und die Entwicklung des Unternehmens verließ Semler im gegenseitigen Einvernehmen den Vorstand der AEG.
Seitdem war Semler als Rechtsanwalt und Unternehmensberater freiberuflich tätig. Von Juli 1996 bis Mai 2005 kooperierte er als "Of Counsel" mit der Internationalen Anwaltsfirma Clifford Chance. Danach war er weiter und wiederum allein als Rechtsanwalt und Unternehmensberater tätig. Im Rahmen dieser Tätigkeit war er von 1981 bis 1984 Mitglied des Vorstands der Mercedes Automobil Holding AG und von 1998 bis 2001 Geschäftsführer der Marzotto GmbH.
Im Rahmen seiner freiberuflichen Tätigkeit war Semler Vorsitzender oder Mitglied zahlreicher Aufsichtsräte, Beiräte und Gesellschafterausschüsse, vornehmlich in Familiengesellschaften. Er war unter anderem Vorsitzender des Aufsichtsrats der Hugo Boss AG und der Hauck & Aufhäuser Privatbankiers KGaA sowie Mitglied des Aufsichtsrats der Daimler-Benz AG und der Axel-Springer-Verlag AG.

## Wissenschaftliche Tätigkeit
Semler war Mitglied und Berichterstatter der Konzernrechtskommission des Deutschen Juristentages von 1957 bis 1965. 
1972 bis 1979 gehörte Semler der Unternehmensrechts-Kommission des Bundesjustizministeriums an.
Im Jahre 1985 erhielt Semler einen Lehrauftrag für Handels- und Gesellschaftsrecht an der Wirtschaftsuniversität Wien. Im Jahr 1989 erhielt er die Lehrbefugnis für diese Studienfächer. Gleichzeitig wurde er zum Honorarprofessor ernannt.
Semler war (Stand Februar 2013) Mitglied des Handelsrechtsausschusses des Deutschen Anwaltvereins.

## Schriftstellerische Tätigkeit, Veröffentlichungen
Auf wissenschaftlichem Gebiet war Johannes Semler als Autor und Herausgeber, teils allein; teils zusammen mit Kollegen tätig:
Als Herausgeber bzw. Mitherausgeber zeichnet Johannes Semler für folgende Werke verantwortlich:
- Münchener Kommentar zum Aktiengesetz (2. Aufl. des Kommentars von Geßler/Hefermehl/Eckardt/Kropf), Mitherausgeber Bruno Kropff.
- Kommentar zum Umwandlungsgesetz, 2. Aufl., Band 56 in der Reihe der Beckschen Kurzkommentare, Mitherausgeber Arndt Stengel,
- Arbeitshandbuch für Aufsichtsratsmitglieder, zusammen mit Kersten von Schenck, demnächst in vierter Aufl.
- Arbeitshandbuch für die Hauptversammlung, zusammen mit Rüdiger Volhard und Jochem Reichert, bis zur dritten Aufl.
- Arbeitshandbuch für Vorstandsmitglieder, zusammen mit Martin Peltzer, demnächst in zweiter Aufl.
- Arbeitshandbuch für Unternehmensübernahmen, zusammen mit Rüdiger Volhard,
- Rechtsgrundlagen freiheitlicher Wirtschaftsordnung mit Marcus Lutter
- „Freiwillige vom Kaukasus“. Mitautor/Mitherausgeber, Graz 2003.

Als Autor bzw. Mitautor hat Semler an folgenden Werken mitgewirkt:
- „Leitung und Überwachung der Aktiengesellschaft“. Dissertationsschrift, zweite Auflage
- Die Kommanditgesellschaft auf Aktien und zusammen mit Barbara Grunewald den Teil über Eingegliederte Gesellschaften. in Geßler/Hefermehl/Eckardt/Kropff, Aktiengesetz.
- Aufsätze und Beiträge in allen Werken, deren Herausgeber oder Mitherausgeber Johannes Semler ist oder war.
- Untersuchungen zur Reform des Konzernrechts, Bericht der Studienkommission des Deutschen Juristentages
- Etwa zehn Beiträge in diversen Sammelwerken des Gesellschafts- und Kapitalmarktrechts, etwa 30 Beiträge zu Festschriften und weitere etwa 30 Aufsätze in Fachzeitschriften zu aktuellen Themen, daneben Buchbesprechungen und Urteilsanmerkungen.

## Ehrungen
Im Krieg erhielt Johannes Semler Tapferkeitsauszeichnungen und andere Ehrenzeichen (z. B. Goldenes Verwundetenabzeichen). 
Nach Vorlesungen an der Technischen Universität Tiflis und nach Veranstaltung mehrerer größerer Symposien gemeinsam mit dem Präsidenten des Obersten Gerichts von Georgien, Lado Chanturia, wurde Johannes Semler im Jahr 2000 zum Dr. h. c. der Technischen Universität ernannt.
Die Staatliche Akademie der Bildenden Künste in Tiflis ernannte Semler im Jahr 2001 zum Ehrenprofessor. 
Der damalige Präsident der Republik Georgien, Eduard Schewardnadse, verlieh Johannes Semler im Jahr 2001 die Ehrenbürgerschaft der Republik Georgien.

## Belege
1. ↑   (PDF; 51,3 kB)

| Personendaten    | Personendaten                    |
| ---------------- | -------------------------------- |
| NAME             | Semler, Johannes jun.            |
| ALTERNATIVNAMEN  | Semler, Johannes                 |
| KURZBESCHREIBUNG | deutscher Jurist und Unternehmer |
| GEBURTSDATUM     | 28. April 1923                   |
| GEBURTSORT       | Hamburg                          |
| STERBEDATUM      | 9. Oktober 2018                  |
| STERBEORT        | Kronberg                         |